# 錫塔耶韋
48°17′49″N 33°4′40″E / 48.29694°N 33.07778°E
錫塔耶韋（烏克蘭語：Ситаєве），2016年前名为新莫斯科夫斯凯（烏克蘭語：Новомосковське），是烏克蘭的村落，位於該國中部基洛夫格勒州，由克罗皮夫尼茨基区負責管轄，始建於十八世紀，面積0.39平方公里，海拔高度151米，2001年人口17，人口密度每平方公里43.8人。